# 人民法院信息技术服务中心
人民法院信息技术服务中心（最高人民法院信息中心），位于北京市东城区东交民巷27号，是中华人民共和国最高人民法院直属事业单位。

## 简介
2013年10月15日，人民法院信息技术服务中心成立，最高人民法院常务副院长沈德咏出席成立仪式并讲话。人民法院信息技术服务中心主要负责全国法院“天平工程”项目建设；全国法院信息化建议需求管理、顶层设计、规划计划、考核评价、信息化宣传；全国法院信息系统研制建设；全国法院数据资源建设和管理；全国法院信息系统安全保障设施和机制建设；全国法院信息系统运行、维护、管理保障；全国法院信息网络统筹设计和管理维护等工作。